# Теорема Адамара о лакунах
Теорема Адама́ра о лаку́нах (также теорема Остро́вского — Адама́ра) — утверждение о невозможности аналитического продолжения степенного ряда,
у которого почти все коэффициенты равны нулю, за пределы круга сходимости, даже на точки границы круга.
Названа в честь математиков Александра Островского и Жака Адамара.

## Формулировка
Рассмотрим функцию, определяемую степенным рядом вида {\displaystyle f(z)=\sum _{n=1}^{\infty }c_{n}z^{\lambda _{n}}}, где {\displaystyle \{\lambda _{n}\}} — некоторая возрастающая последовательность натуральных чисел. Тогда, если существует некоторая положительная постоянная {\displaystyle \delta }, такая что {\displaystyle {\frac {\lambda _{n+1}}{\lambda _{n}}}>1+\delta } для всех {\displaystyle n}, то функция {\displaystyle f(z)} будет лакунарной.